# Sportclub Sand 1946 2020-2021 (calcio femminile)
Questa voce raccoglie le informazioni riguardanti lo Sportclub Sand 1946 nelle competizioni ufficiali della stagione 2020-2021.

## Divise e sponsor
Il main sponsor era Feger Bau mentre quello tecnico, fornitore delle tenute da gioco, era Erima.
|  | Casa | Trasferta |

## Organigramma societario
Area tecnica
- Allenatore: Nora Häuptle
- Allenatore in seconda: Rainer Hannig
- Allenatore dei portieri: Marco Schäfer
- Preparatori atletici: Peter Aukthun-Görmer, Victor Wendling

## Rosa
Rosa, ruoli e numeri di maglia come da sito societario e sito DFB.de, aggiornati al 16 marzo 2021. PS: Ruoli e numeri di maglia non sempre coincidono tra le due fonti.
| N. |                        | Ruolo | Calciatrice      |
| -- | ---------------------- | ----- | ---------------- |
| 1  | Paesi Bassi (bandiera) | P     | Jacintha Weimar  |
| 2  | Germania (bandiera)    | D     | Fatma Sakar      |
| 3  | Paesi Bassi (bandiera) | D     | Myrthe Moorrees  |
| 4  | Francia (bandiera)     | C     | Marion Gavat     |
| 5  | Irlanda (bandiera)     | D     | Diane Caldwell   |
| 5  | Stati Uniti (bandiera) | A     | Summer Lee Green |
| 6  | Ungheria (bandiera)    | D     | Laura Kovács     |
| 6  | Stati Uniti (bandiera) | C     | Adrienne Jordan  |
| 7  | Germania (bandiera)    | C     | Chiara Loos      |
| 8  | Austria (bandiera)     | D     | Marina Georgieva |
| 9  | Germania (bandiera)    | A     | Dörthe Hoppius   |
| 10 | Serbia (bandiera)      | A     | Dina Blagojević  |
| 11 | Germania (bandiera)    | D     | Leonie Kreil     |
| 12 | Austria (bandiera)     | P     | Jasmin Pal       |

| N. |                                | Ruolo | Calciatrice          |
| -- | ------------------------------ | ----- | -------------------- |
| 13 | Germania (bandiera)            | D     | Michaela Brandenburg |
| 13 | Nuova Zelanda (bandiera)       | A     | Paige Satchell       |
| 14 | Germania (bandiera)            | D     | Noemi Gentile        |
| 15 | Stati Uniti (bandiera)         | C     | Patricia George      |
| 16 | Saint Kitts e Nevis (bandiera) | A     | Phoenetia Browne     |
| 16 | Ungheria (bandiera)            | A     | Dóra Süle            |
| 17 | Germania (bandiera)            | C     | Emily Evels          |
| 19 | Danimarca (bandiera)           | A     | Molli Plasmann       |
| 19 | Stati Uniti (bandiera)         | A     | Danielle Tolmais     |
| 20 | Germania (bandiera)            | P     | Manon Wahl           |
| 20 | Germania (bandiera)            | C     | Mona Lohmann         |
| 21 | Germania (bandiera)            | P     | Jule Baum            |
| 23 | Polonia (bandiera)             | C     | Patrycja Balcerzak   |
| 27 | Germania (bandiera)            | C     | Ricarda Schaber      |

## Calciomercato

### Sessione estiva
| Acquisti | Acquisti         | Acquisti            | Acquisti   |
| R.       | Nome             | da                  | Modalità   |
| -------- | ---------------- | ------------------- | ---------- |
| P        | Jasmin Pal       | Wacker Innsbruck    | definitivo |
| P        | Jacintha Weimar  | Bayern Monaco       | definitivo |
| D        | Fatma Sakar      | Hoffenheim II       | definitivo |
| C        | Emily Evels      | Borussia M'gladbach | definitivo |
| C        | Chiara Bouziane  | Saarbrücken         | definitivo |
| C        | Noemi Gentile    | Friburgo II         | definitivo |
| C        | Patricia George  | Cloppenburg         | definitivo |
| C        | Leonie Kreil     | Jena                | definitivo |
| A        | Danielle Tolmais | ÍBV Vestmannæyja    | definitivo |

| Cessioni | Cessioni         | Cessioni            | Cessioni                       |
| R.       | Nome             | a                   | Modalità                       |
| -------- | ---------------- | ------------------- | ------------------------------ |
| P        | Charlotte Voll   | Paris Saint-Germain | definitivo                     |
| P        | Manon Klett      | Colonia             | definitivo                     |
| C        | Marion Gavat     | Sand II             | aggregata alla squadra riserve |
| A        | Pia Rijsdijk     | Arna-Bjørnar        | definitivo                     |
| A        | Jasmin Sehan     | Werder Brema        | definitivo                     |
| A        | Agnieszka Winczo | Meppen              | definitivo                     |

### Sessione invernale
| Acquisti | Acquisti         | Acquisti            | Acquisti   |
| R.       | Nome             | da                  | Modalità   |
| -------- | ---------------- | ------------------- | ---------- |
| D        | Adrienne Jordan  | Granadilla Tenerife | definitivo |
| C        | Summer Green     | Celtic              | definitivo |
| A        | Phoenetia Browne | FH Hafnarfjarðar    | definitivo |
| A        | Molli Plasmann   | Kolding IF          | definitivo |

| Cessioni | Cessioni       | Cessioni            | Cessioni   |
| R.       | Nome           | a                   | Modalità   |
| -------- | -------------- | ------------------- | ---------- |
| C        | Diane Caldwell | N. Carolina Courage | definitivo |
| A        | Paige Satchell | Canberra United     | definitivo |

## Risultati

### Frauen-Bundesliga

#### Girone di andata
| Arbitro: | Joos (Leinfelden-Echterdingen) |

|                                                                        |           |  |
| Asseyi 2’ Lohmann 9’ Hegering 55’ Demann 74’ Zadrazil 82’ Schüller 87’ | Marcatori |  |

| Arbitro: | Duske (Leverkusen) |

|  |           |                                    |
|  | Marcatori | 11’ Steuerwald 14’ Starke 37’ Karl |

| Arbitro: | Arlt (Greven) |

|  |           |           |
|  | Marcatori | 45’ Evels |

| Arbitro: | Michel (Gau-Odernheim) |

|  |           |                                  |
|  | Marcatori | 8’ Agrež 9’ Weidauer 62’ Kössler |

| Arbitro: | Kunkel (Amburgo) |

|                                              |           |  |
| Popp 25’, 67’ Bremer 45+1’ van de Sanden 87’ | Marcatori |  |

| Arbitro: | Appelmann (Alzey) |

|                                    |           |                   |
| Georgieva 15’ Hoppius 77’ Loos 80’ | Marcatori | 39’, 51’ Freigang |

| Arbitro: | Schwermer (Rieder) |

|                   |           |  |
| Radosavljević 59’ | Marcatori |  |

| Arbitro: | Joos (Leinfelden-Echterdingen) |

|             |           |                                        |
| Hoppius 60’ | Marcatori | 14’ Ostermeier 21’ Feldkamp 40’ Anyomi |

| Arbitro: | Biehl (Siesbach) |

|  |           |                               |
|  | Marcatori | 15’ Beuschlein 79’, 82’ Billa |

| Arbitro: | Wacker (Lehrensteinsfeld) |

|            |           |                         |
| George 68’ | Marcatori | 21’ Jaron 33’ Berentzen |

| Arbitro: | Schwermer (Rieder) |

|                         |           |          |
| Csiszár 29’ Nikolić 32’ | Marcatori | 44’ Loos |

#### Girone di ritorno
| Arbitro: | Duske (Leverkusen) |

|  |           | |
|  | Marcatori | 6’ Bühl 29’ (aut.) Brandenburg 41’, 86’ Lohmann 53’ Hegering 58’ Schüller 65’ Dallmann 85’ Laudehr |

| Arbitro: | Joos (Leinfelden-Echterdingen) |

|                              |           |            |
| Jordan 15’ (aut.) Starke 87’ | Marcatori | 83’ Browne |

| Arbitro: | Appelmann (Alzey) |

|          |           |               |
| Loos 89’ | Marcatori | 90’ O'Riordan |

| Arbitro: | Heidenreich (Sereetz) |

|                                                          |           |                                   |
| Cerci 8’, 34’ Ehegötz 24’ Elsig 79’ (rig.) Orschmann 83’ | Marcatori | 17’ (aut.) Elsig 50’ (aut.) Barth |

| Arbitro: | Michel (Gau-Odernheim) |

|          |           |                                    |
| Loos 50’ | Marcatori | 26’ Blomqvist 28’ Sævik 65’ Wolter |

| Arbitro: | Diekmann (Dortmund) |

|                                            |           |  |
| Prašnikar 8’ Freigang 22’, 69’ (rig.), 72’ | Marcatori |  |

| Arbitro: | Heimann (Gladbeck) |

|                                                                    |           |             |
| Hoppius 3’ Green 71’ George 76’ Loos 79’ Moorrees 84’ Plasmann 86’ | Marcatori | 2’ Walkling |

| Essen 21 marzo 2021, ore 14:00 CEST 19ª giornata | SGS Essen              | 0 – 0 referto | Sand | Stadion Essen (0 spett.)\| Arbitro: \| Hussein (Bad Harzburg) \| |
| Arbitro:                                         | Hussein (Bad Harzburg) |               |      |                                                                  |

| Sinsheim 7 maggio 2021, ore 19:15 CEST 20ª giornata | Hoffenheim     | 0 – 0 referto | Sand | Dietmar-Hopp-Stadion (0 spett.)\| Arbitro: \| Arlt (Münster) \| |
| Arbitro:                                            | Arlt (Münster) |               |      |                                                                 |

| Arbitro: | Westerhoff (Bochum) |

|  |           |                           |
|  | Marcatori | 67’ Moorrees 87’ Plasmann |

| Arbitro: | Michel (Gau-Odernheim) |

|             |           |  |
| Hoppius 40’ | Marcatori |  |

### DFB-Pokal
| Arbitro: | Appelmann (Alzey) |

|            |           |                                        |
| Reiter 50’ | Marcatori | 17’ Evels 52’ Tolmais 60’, 68’ Hoppius |

| Arbitro: | Kunkel (Amburgo) |

|                          |           |             |
| Ehegötz 14’ Gerhardt 58’ | Marcatori | 33’ Gentile |

## Statistiche

### Statistiche di squadra
| Competizione         | Punti | In casa | In casa | In casa | In casa | In casa | In casa | In trasferta | In trasferta | In trasferta | In trasferta | In trasferta | In trasferta | Totale | Totale | Totale | Totale | Totale | Totale | DR  |
| Competizione         | Punti | G       | V       | N       | P       | Gf      | Gs      | G            | V            | N            | P            | Gf           | Gs           | G      | V      | N      | P      | Gf     | Gs     | DR  |
| -------------------- | ----- | ------- | ------- | ------- | ------- | ------- | ------- | ------------ | ------------ | ------------ | ------------ | ------------ | ------------ | ------ | ------ | ------ | ------ | ------ | ------ | --- |
| Frauen-Bundesliga    | 18    | 11      | 3       | 1       | 7       | 14      | 29      | 11           | 2            | 2            | 7            | 7            | 24           | 22     | 5      | 3      | 14     | 21     | 53     | -32 |
| DFB-Pokal der Frauen | -     | -       | -       | -       | -       | -       | -       | 2            | 1            | 0            | 1            | 5            | 3            | 2      | 1      | 0      | 1      | 5      | 3      | +2  |
| Totale               | -     | 11      | 3       | 1       | 7       | 14      | 29      | 13           | 3            | 2            | 8            | 12           | 27           | 24     | 6      | 3      | 15     | 26     | 56     | -30 |

### Andamento in campionato
| Giornata  | 1  | 2  | 3 | 4 | 5  | 6 | 7  | 8  | 9  | 10 | 11 | 12 | 13 | 14 | 15 | 16 | 17 | 18 | 19 | 20 | 21 | 22 |
| --------- | -- | -- | - | - | -- | - | -- | -- | -- | -- | -- | -- | -- | -- | -- | -- | -- | -- | -- | -- | -- | -- |
| Luogo     | T  | C  | T | C | T  | C | T  | C  | C  | C  | T  | C  | T  | C  | T  | C  | T  | C  | T  | T  | T  | C  |
| Risultato | P  | P  | V | P | P  | V | P  | P  | P  | P  | P  | P  | P  | N  | P  | P  | P  | V  | N  | N  | V  | V  |
| Posizione | 12 | 12 | 8 | 9 | 10 | 8 | 10 | 10 | 10 | 11 | 11 | 11 | 11 | 10 | 11 | 11 | 11 | 11 | 11 | 11 | 10 | 10 |

Legenda:

Luogo: C = Casa; T = Trasferta. Risultato: V = Vittoria; N = Pareggio; P = Sconfitta.

### Statistiche delle giocatrici
| Giocatore      | Frauen-Bundesliga | Frauen-Bundesliga | Frauen-Bundesliga | Frauen-Bundesliga | DFB-Pokal der Frauen | DFB-Pokal der Frauen | DFB-Pokal der Frauen | DFB-Pokal der Frauen | Totale   | Totale | Totale      | Totale     |
| Giocatore      | Presenze          | Reti              | Ammonizioni       | Espulsioni        | Presenze             | Reti                 | Ammonizioni          | Espulsioni           | Presenze | Reti   | Ammonizioni | Espulsioni |
| -------------- | ----------------- | ----------------- | ----------------- | ----------------- | -------------------- | -------------------- | -------------------- | -------------------- | -------- | ------ | ----------- | ---------- |
| P. Balcerzak   | 12                | 0                 | 0                 | 0                 | 1                    | 0                    | 0                    | 0                    | 13       | 0      | 0           | 0          |
| J. Baum        | -                 | -                 | -                 | -                 | 1                    | -2                   | 0                    | 0                    | 1        | -2     | 0           | 0          |
| D. Blagojević  | 17                | 0                 | 1                 | 0                 | 2                    | 0                    | 0                    | 0                    | 19       | 0      | 1           | 0          |
| M. Brandenburg | 21                | 0                 | 1                 | 0                 | 2                    | 0                    | 0                    | 0                    | 23       | 0      | 1           | 0          |
| P. Browne      | 10                | 1                 | 1                 | 0                 | 1                    | 0                    | 0                    | 0                    | 11       | 1      | 1           | 0          |
| D. Caldwell    | 10                | 0                 | 1                 | 0                 | 1                    | 0                    | 0                    | 0                    | 11       | 0      | 1           | 0          |
| E. Evels       | 21                | 1                 | 4                 | 0                 | 2                    | 1                    | 0                    | 0                    | 23       | 2      | 4           | 0          |
| M. Gavat       | 5                 | 0                 | 0                 | 0                 | 1                    | 0                    | 0                    | 0                    | 6        | 0      | 0           | 0          |
| N. Gentile     | 22                | 0                 | 3                 | 0                 | 1                    | 1                    | 0                    | 0                    | 23       | 1      | 3           | 0          |
| P. George      | 16                | 2                 | 2                 | 0                 | 2                    | 0                    | 0                    | 0                    | 18       | 2      | 2           | 0          |
| M. Georgieva   | 20                | 1                 | 0                 | 0                 | 1                    | 0                    | 0                    | 0                    | 21       | 1      | 0           | 0          |
| S. Green       | 8                 | 1                 | 0                 | 0                 | 1                    | 0                    | 0                    | 0                    | 9        | 1      | 0           | 0          |
| D. Hoppius     | 18                | 4                 | 1                 | 0                 | 2                    | 2                    | 0                    | 0                    | 20       | 6      | 1           | 0          |
| A. Jordan      | 10                | 0                 | 0                 | 0                 | 1                    | 0                    | 0                    | 0                    | 11       | 0      | 0           | 0          |
| L. Kovács      | 0                 | 0                 | 0                 | 0                 | -                    | -                    | -                    | -                    | 0        | 0      | 0           | 0          |
| L. Kreil       | 19                | 0                 | 0                 | 0                 | 2                    | 0                    | 0                    | 0                    | 21       | 0      | 0           | 0          |
| M. Lohmann     | 3                 | 0                 | 0                 | 0                 | 1                    | 0                    | 0                    | 0                    | 4        | 0      | 0           | 0          |
| C. Loos        | 22                | 5                 | 2                 | 0                 | 2                    | 0                    | 0                    | 0                    | 24       | 5      | 2           | 0          |
| M. Moorrees    | 22                | 2                 | 4                 | 0                 | 2                    | 0                    | 0                    | 0                    | 24       | 2      | 4           | 0          |
| J. Pal         | 13                | -22               | 0                 | 0                 | -                    | -                    | -                    | -                    | 13       | -22    | 0           | 0          |
| M. Plasmann    | 10                | 2                 | 1                 | 0                 | 1                    | 0                    | 0                    | 0                    | 11       | 2      | 1           | 0          |
| F. Sakar       | 12                | 0                 | 1                 | 0                 | 1                    | 0                    | 0                    | 0                    | 13       | 0      | 1           | 0          |
| P. Satchell    | -                 | -                 | -                 | -                 | -                    | -                    | -                    | -                    | -        | -      | -           | -          |
| R. Schaber     | 7                 | 0                 | 0                 | 0                 | -                    | -                    | -                    | -                    | 7        | 0      | 0           | 0          |
| D. Süle        | 3                 | 0                 | 0                 | 0                 | -                    | -                    | -                    | -                    | 3        | 0      | 0           | 0          |
| D. Tolmais     | 9                 | 0                 | 2                 | 0                 | 1                    | 1                    | 0                    | 0                    | 10       | 1      | 2           | 0          |
| M. Wahl        | -                 | -                 | -                 | -                 | -                    | -                    | -                    | -                    | -        | -      | -           | -          |
| J. Weimar      | 9                 | -31               | 1                 | 0                 | 1                    | -1                   | 0                    | 0                    | 10       | -32    | 1           | 0          |